# Ärevarv

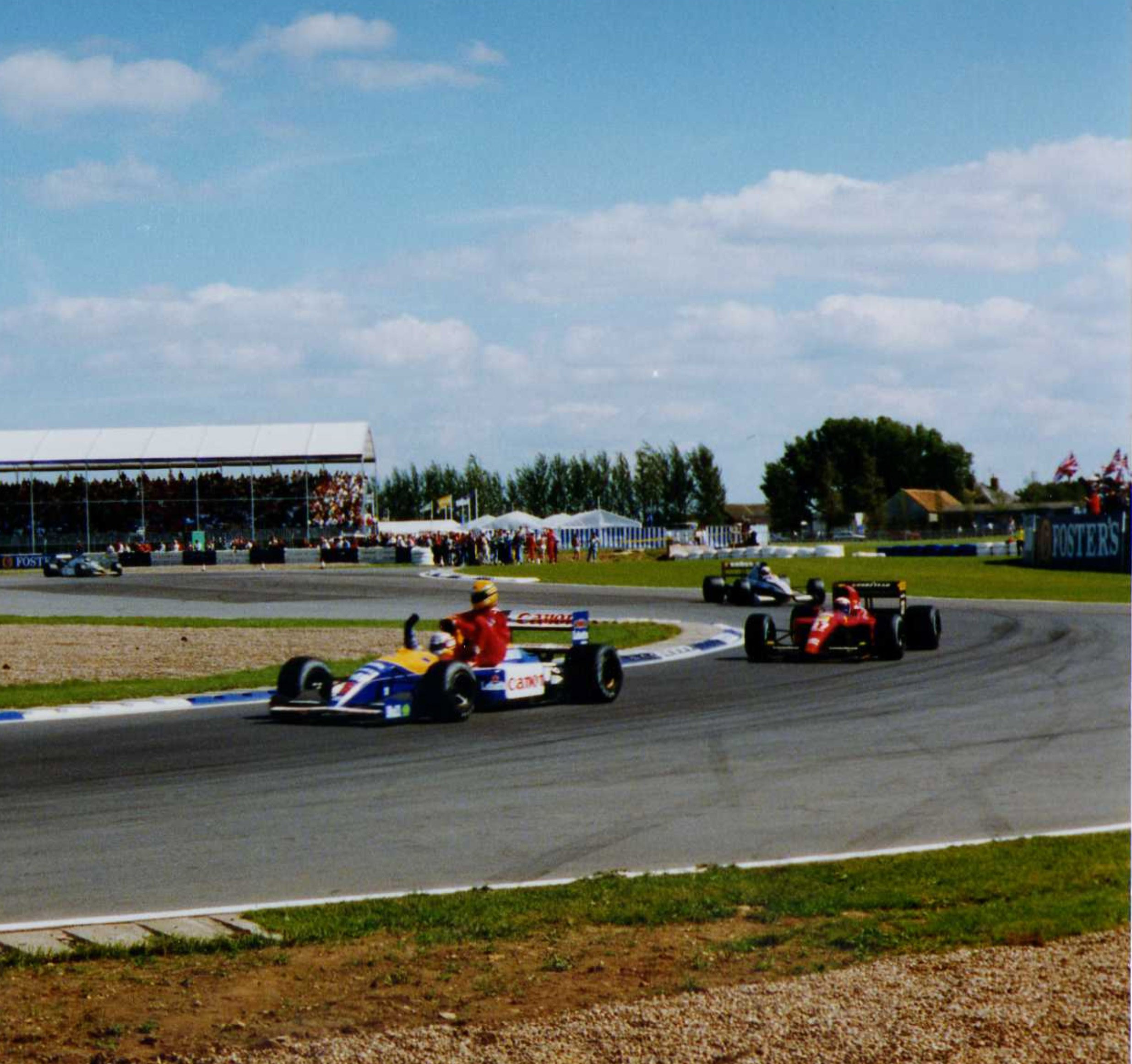
Ärevarv efter Storbritanniens GP-tävling. Ayrton Senna sitter på karossen till vinnaren Nigel Mansells bil (14 juli 1991).

Ärevarv är när segraren i en hastighetstävling genomför ett extra varv runt tävlingsbanan. Den sker ofta i samband med motorsport och friidrott, där tävlingens segrare tar emot jublet från publiken runt arenan.
I mångkamp genomförs ofta ett ärevarv av samtliga fullföljande deltagare i tävlingen, som ett erkännande av varandras kämpainsatser.
Ärevarvet genomförs i reducerad hastighet, som en uppvisning inför åskådarna. Det kan jämföras med avtackningen och inropningen efter en scenföreställning, där de medverkande tar emot och bugar inför publiken. Under ärevarv där man representerar sitt land, bär segraren eller deltagarna ofta sitt lands flagga (flaggor) fladdrande över och efter sig. I samband med friidrottstävlingar följs ärevarvet och glädjeyttringarna ofta av pressfotografer.
I samband med (amerikanska) motortävlingar görs ärevarvet ofta åt motsatt håll runt banan. Detta benämns på engelska Polish victory lap ('polskt ärevarv'), efter polskamerikanen Alan Kulwicki som 1988 introducerade ärevarv i detta utförande.